# Mordella ovalistica
Mordella ovalistica es una especie de coleóptero de la familia Mordellidae.

## Distribución geográfica
Habita en Queensland  (Australia).